# Ars-sur-Formans
Pour les articles homonymes, voir Ars.
Ars-sur-Formans est une commune française située dans le département de l'Ain, en région Auvergne-Rhône-Alpes. Ce village a eu pour curé Jean-Marie Vianney, le « saint curé d'Ars ».

## Géographie

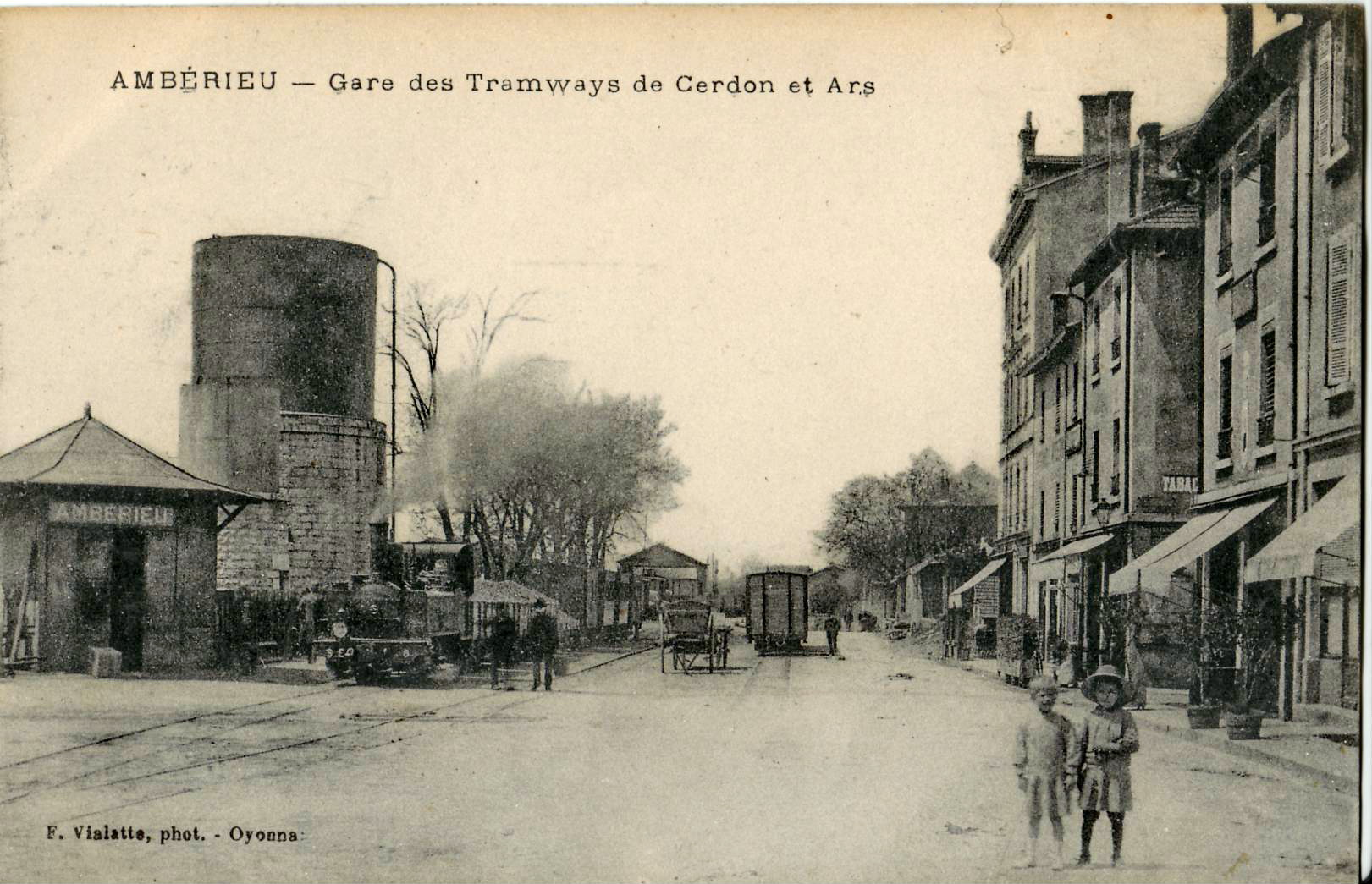
Le bourg était également desservi, de 1897 à 1951, par les Tramways de l'Ain, un chemin de fer secondaire à voie métrique la reliant à Ambérieu et Cerdon.

Le village se situe dans la partie sud-ouest du département de l'Ain, au nord de Lyon (33 km) et Bourg-en-Bresse (45 km), au cœur de la région de la Dombes connue pour ses nombreux étangs. Ars-sur-Formans est implantée sur le plateau de la Dombes tandis qu’à l’ouest, elle borde les riches coteaux du Val de Saône. Une petite rivière, le Formans, traverse la commune.
Au cœur de la Dombes, le village se situe sur un plateau morainique, constitué de sable, de cailloux et d'argile.

### Communes limitrophes
|       | Chaleins             | Villeneuve       |
| Frans | Ars-sur-Formans      | Savigneux, Rancé |
|       | Misérieux, Toussieux |                  |

### Climat
Pour des articles plus généraux, voir Climat d'Auvergne-Rhône-Alpes et Climat de l'Ain.
En 2010, le climat de la commune est de type climat océanique dégradé des plaines du Centre et du Nord, selon une étude du CNRS s'appuyant sur une série de données couvrant la période 1971-2000. En 2020, Météo-France publie une typologie des climats de la France métropolitaine dans laquelle la commune est dans une zone de transition entre le climat semi-continental et le climat de montagne et est dans la région climatique Bourgogne, vallée de la Saône, caractérisée par un bon ensoleillement (1 900 h/an), un été chaud (18,5 °C), un air sec au printemps et en été et des vents faibles.
Pour la période 1971-2000, la température annuelle moyenne est de 11,7 °C, avec une amplitude thermique annuelle de 17,8 °C. Le cumul annuel moyen de précipitations est de 813 mm, avec 9,6 jours de précipitations en janvier et 6,9 jours en juillet. Pour la période 1991-2020, la température moyenne annuelle observée sur la station météorologique de Météo-France la plus proche, « Villefranche », sur la commune de Villefranche-sur-Saône à 8 km à vol d'oiseau, est de 13,1 °C et le cumul annuel moyen de précipitations est de 790,9 mm,. Pour l'avenir, les paramètres climatiques de la commune estimés pour 2050 selon différents scénarios d'émission de gaz à effet de serre sont consultables sur un site dédié publié par Météo-France en novembre 2022.

## Urbanisme

### Typologie
Au 1er janvier 2024, Ars-sur-Formans est catégorisée bourg rural, selon la nouvelle grille communale de densité à 7 niveaux définie par l'Insee en 2022.
Elle est située hors unité urbaine. Par ailleurs la commune fait partie de l'aire d'attraction de Lyon, dont elle est une commune de la couronne,. Cette aire, qui regroupe 397 communes, est catégorisée dans les aires de 700 000 habitants ou plus (hors Paris),.

### Occupation des sols
L'occupation des sols de la commune, telle qu'elle ressort de la base de données européenne d’occupation biophysique des sols Corine Land Cover (CLC), est marquée par l'importance des territoires agricoles (86,3 % en 2018), néanmoins en diminution par rapport à 1990 (87,5 %). La répartition détaillée en 2018 est la suivante : terres arables (72,6 %), zones agricoles hétérogènes (13,6 %), zones urbanisées (12,4 %), forêts (1,3 %).
L'évolution de l’occupation des sols de la commune et de ses infrastructures peut être observée sur les différentes représentations cartographiques du territoire : la carte de Cassini (XVIIIe siècle), la carte d'état-major (1820-1866) et les cartes ou photos aériennes de l'IGN pour la période actuelle (1950 à aujourd'hui).

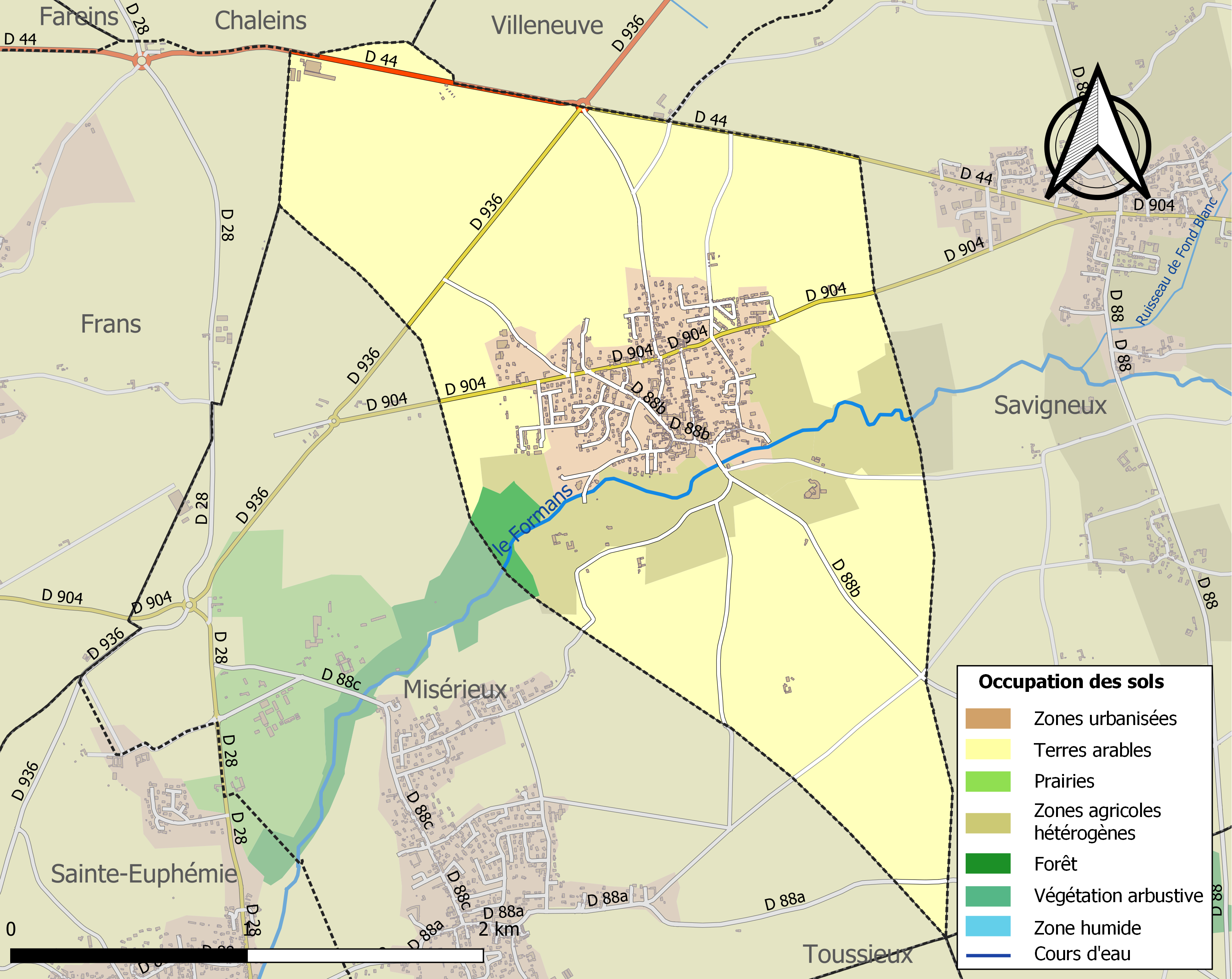
Carte des infrastructures et de l'occupation des sols de la commune en 2018 (CLC).

## Histoire
Le nom d’Ars est évoqué très tôt, dès l’an 969. Au XIe siècle, Ars est l’un des nombreux fiefs de la sirerie de Villars et son manoir se trouve à côté de l’église. En 1226, Jean d’Ars cède sa terre au monastère de l'Île Barbe ; Villars en conserve toutefois la souveraineté. Au XIVe siècle, la garde du château est divisée entre le sire de Villars et celui de Beaujeu.
Le château, ancienne seigneurie, fut la possession pendant près de quatre siècles des gentilshommes du nom d’Ars ; vendu en 1460, il parvint, après plusieurs possesseurs : Buchet, de la Porte, de Grolée, de Chabeu, de Cholier, de la Forge, à la famille Garnier des Garets.
Le village, brûlé par les troupes de Viry vers 1409, doit au siècle suivant subir les conséquences des guerres de Religion. La paroisse d'Ars appartient à la principauté de Dombes et à la châtellenie de Trévoux avant d'être rattachée en 1762, comme l'ensemble de la Dombes, au royaume de France.
En 1790, Ars devient une commune du département de l'Ain appartenant au canton de Trévoux puis à celui de Reyrieux en 1985.
Depuis le milieu du XIXe siècle, le nom d’Ars est désormais universellement associé à celui de son saint curé Jean-Marie Vianney. Bien avant sa canonisation par le pape Pie XI en 1925, de nombreux pèlerinages ont lieu. Le 6 octobre 1986, le pape Jean-Paul II se rend dans le village d'Ars-sur-Formans, lors de son troisième voyage en France.

## Toponymie
Le nom de la commune d'Ars viendrait de « Arsa » signifiant « la brûlée ».
Longtemps appelée simplement Ars, la commune a vu son nom devenir Ars-sur-Formans par un décret du 12 octobre 1956, publié au Journal officiel du 18 du même mois.

## Politique et administration

### Découpage territorial
La commune d'Ars-sur-Formans est membre de la communauté de communes Dombes Saône Vallée, un établissement public de coopération intercommunale (EPCI) à fiscalité propre créé le 1er janvier 2014 dont le siège est à Trévoux. Ce dernier est par ailleurs membre d'autres groupements intercommunaux.
Sur le plan administratif, elle est rattachée à l'arrondissement de Bourg-en-Bresse, au département de l'Ain et à la région Auvergne-Rhône-Alpes. Sur le plan électoral, elle dépend du canton de Villars-les-Dombes pour l'élection des conseillers départementaux, depuis le redécoupage cantonal de 2014 entré en vigueur en 2015, et de la deuxième circonscription de l'Ain pour les élections législatives, depuis le dernier découpage électoral de 2010.

### Administration municipale
| Période | Période  | Identité                          | Étiquette | Qualité                                        |
| ------- | -------- | --------------------------------- | --------- | ---------------------------------------------- |
|         | 1808     | François Cinier                   |           |                                                |
| 1808    | 1815     | Antoine Mandy                     |           |                                                |
| 1815    | 1821     | Michel Sève                       |           |                                                |
| 1821    | 1831     | Antoine Mandy                     |           |                                                |
| 1831    | 1838     | Michel Sève                       |           |                                                |
| 1838    | 1879     | Claude Prosper Garnier des Garets |           | Fait chevalier de la Légion d'honneur en 1868. |
| 1879    | 1884     | Gaspard Sève                      |           |                                                |
| 1884    | 1896     | Jean-Baptiste Mandy-Trève         |           |                                                |
| 1896    | 1904     | Michel Verchère                   |           |                                                |
| 1904    | 1912     | André Benoît Trève                |           |                                                |
| 1912    | 1915     | Jean-François Cinier Trève        |           |                                                |
| 1915    | 1919     | Jean-Claude Mandy                 |           |                                                |
| 1919    | 1944     | Jean-François Cinier Trève        |           |                                                |
| 1944    | 1945     | Louis Gillet                      |           |                                                |
| 1945    | 1947     | Antoine Mandy Demole              |           |                                                |
| 1947    | 1965     | Pierre Paturel                    |           |                                                |
| 1965    | 1977     | Jean-Claude Dupont                |           |                                                |
| 1977    | 1983     | André Gillet                      |           |                                                |
| 1983    | 1995     | Henri Dutruge                     |           |                                                |
| 1995    | 2008     | Patrick Sandron                   |           |                                                |
| 2008    | 2014     | Patrick Duvivier                  |           |                                                |
| 2014    | En cours | Richard Paccaud                   | SE        |                                                |

## Population et société

### Démographie
L'évolution du nombre d'habitants est connue à travers les recensements de la population effectués dans la commune depuis 1793. Pour les communes de moins de 10 000 habitants, une enquête de recensement portant sur toute la population est réalisée tous les cinq ans, les populations de référence des années intermédiaires étant quant à elles estimées par interpolation ou extrapolation. Pour la commune, le premier recensement exhaustif entrant dans le cadre du nouveau dispositif a été réalisé en 2008.

En 2022, la commune comptait 1 513 habitants, en évolution de +8,93 % par rapport à 2016 (Ain : +5,15 %, France hors Mayotte : +2,11 %).
| 1793 | 1800 | 1806 | 1821 | 1831 | 1836 | 1841 | 1846 | 1851 |
| ---- | ---- | ---- | ---- | ---- | ---- | ---- | ---- | ---- |
| 222  | 211  | 230  | 268  | 304  | 337  | 399  | 501  | 510  |

| 1856 | 1861 | 1866 | 1872 | 1876 | 1881 | 1886 | 1891 | 1896 |
| ---- | ---- | ---- | ---- | ---- | ---- | ---- | ---- | ---- |
| 522  | 492  | 561  | 583  | 584  | 516  | 522  | 512  | 481  |

| 1901 | 1906 | 1911 | 1921 | 1926 | 1931 | 1936 | 1946 | 1954 |
| ---- | ---- | ---- | ---- | ---- | ---- | ---- | ---- | ---- |
| 495  | 473  | 497  | 488  | 450  | 441  | 470  | 481  | 522  |

| 1962 | 1968 | 1975 | 1982 | 1990 | 1999  | 2006  | 2008  | 2013  |
| ---- | ---- | ---- | ---- | ---- | ----- | ----- | ----- | ----- |
| 460  | 496  | 480  | 719  | 851  | 1 102 | 1 244 | 1 284 | 1 387 |

| 2018  | 2022  | - | - | - | - | - | - | - |
| ----- | ----- | - | - | - | - | - | - | - |
| 1 427 | 1 513 | - | - | - | - | - | - | - |

### Jumelages
Freihalden (Allemagne) depuis 1977. La commune d'Ars-sur-Formans est jumelée avec le village de Freihalden qui appartient à la commune de Jettingen-Scheppach.

### Communautés religieuses
Plusieurs communautés sont présentes à Ars : les Sœurs travailleuses missionnaires (Maison de la Providence), les Sœurs franciscaines (Maison Saint-Jean), les Sœurs carmélites, les Bénédictines du Sacré-Cœur de Montmartre, les Frères de la Sainte Famille de Belley (Sacristains pour le Sanctuaire), les prêtres de la Société Jean-Marie Vianney (Foyer sacerdotal Jean-Paul II pour l'accueil des prêtres, Séminaire international pour la formation des séminaristes).

## Culture locale et patrimoine

### Lieux et monuments

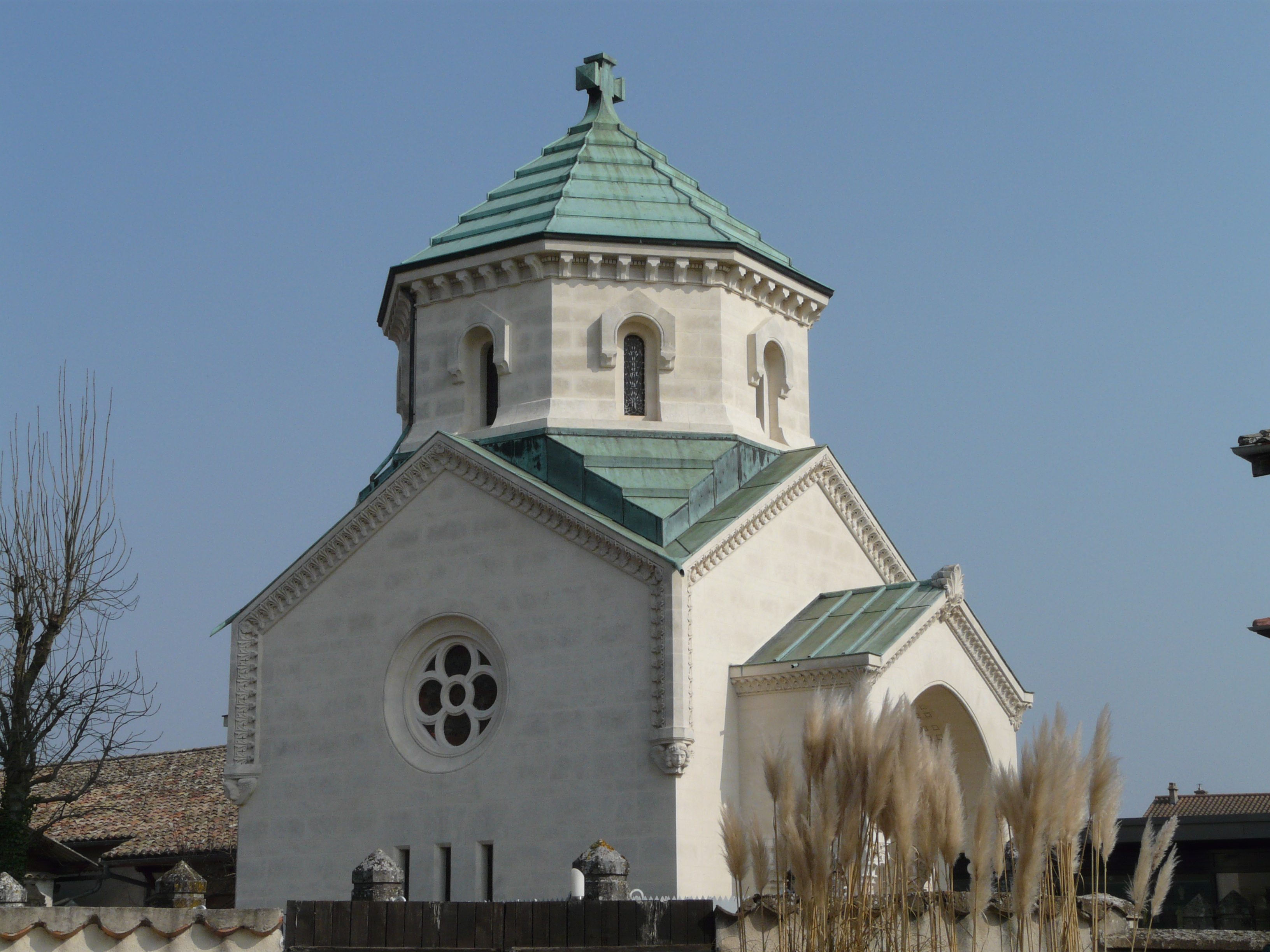
La chapelle du cœur.

- Chœur et tour lanterne de l'église d'Ars.Château des Garets.

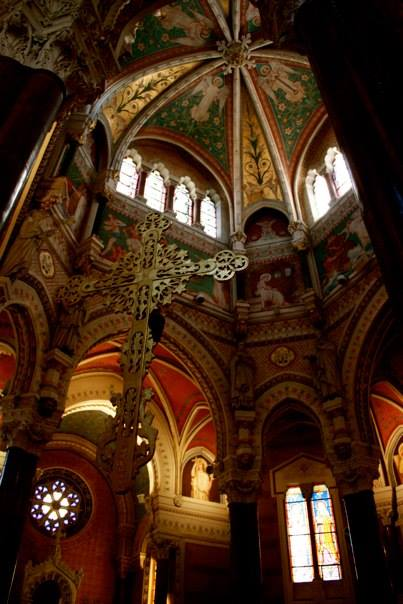
Chœur et tour lanterne de l'église d'Ars.

- Église Notre-Dame-de-la-Miséricorde.
- Chapelle de la Providence d'Ars-sur-Formans.
- Chapelle du Bon-Pasteur d'Ars-sur-Formans.

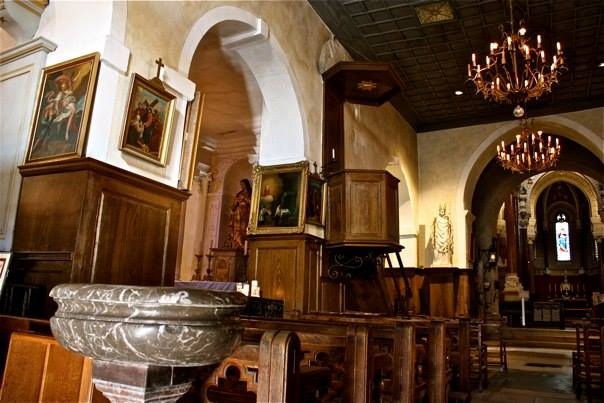
Ancienne nef où célébrait le saint curé.

- Chapelle du Carmel d'Ars-sur-Formans.
- Église Saint-Sixte d'Ars-sur-Formans.
- Chapelle du Sacerdoce.
- Basilique d'Ars.

Construite à partir de 1862 par l'architecte lyonnais Pierre Bossan et son successeur Sainte-Marie-Perrin, en extension de l'ancienne église, elle abrite le corps resté intact de saint Jean-Marie Vianney, le saint curé d'Ars, patron de tous les curés. L'église et la basilique accolée sont toutes deux classés monument historique. Ce lieu de pèlerinage accueille plus de 500 000 personnes par an. L'ancienne église est conservée partiellement. La nef, dans laquelle le curé d'Ars célébrait, est magnifiquement sauvegardée. Bordée de chapelles latérales, le Sacré-Cœur est particulièrement honoré. Le chœur et le transept ajouté par la suite ont été réalisés dans un style néo-byzantin et romano-byzantin éclectique dans le même parti adopté à Notre-Dame de Fourvière. L'ancienne nef où célébrait le curé d'Ars est restée intacte. Elle garde un chemin de croix peint et plusieurs autels votifs ainsi qu'une belle chaire de bois.
Outre la basilique, le presbytère du curé d'Ars et la chapelle contenant la relique de son cœur sont ouverts à la visite. L'accueil et l'animation spirituelle du sanctuaire sont assurés par les prêtres du sanctuaire, la congrégation des bénédictines du Sacré-Cœur de Montmartre et les Frères de la Sainte Famille de Belley. L'année 2009 marque le jubilé du 150e anniversaire de la mort de saint Jean-Marie Vianney. À l'occasion de l'année sacerdotale internationale 2009-2010 placée par le pape sous le patronage du saint curé d'Ars, le sanctuaire a accueilli près de 600 000 pèlerins dont 35 000 prêtres. Aujourd'hui, Ars apparaît comme un haut lieu de la Miséricorde. Ars fait partie de l'Association des villes sanctuaires en France, et a obtenu le label « village touristique de l'Ain ».
- L'historial du Saint Curé d'Ars fait revivre dans des décors d'époque reconstitués, en 17 scènes et 35 personnages de cire, l'histoire du curé d'Ars[25].

### Personnalités liées à la commune
- Jean-Marie Vianney.

### Héraldique
| Blason | Blasonnement : Palé d'or et d'azur de six pièces. |

### Évènements
- le deuxième dimanche de février : fête de l'arrivée du Saint (évocation de l'arrivée du Saint au Monument de la Rencontre, procession, messe solennelle, adoration du Saint Sacrement, vêpres avec catéchèse).
- le dimanche suivant Pâques : dimanche de la Miséricorde (messe, enseignement, vêpres solennelles).
- les mercredis de juin : accueil des groupes d'enfants (visite, messe, jeux découverte).
- en juin, messe et procession de la Fête-Dieu dans le village.
- le 4 août (anniversaire de la mort du saint) : fête du Saint Curé (laudes, messe solennelle, procession, adoration du Saint Sacrement, vêpres, concert spirituel).
- le 8 décembre : fête de l'Immaculée Conception, illumination du village et animations.
- en 1986 et en 2007, l'association ciné-art-loisir a réalisé deux films au « Carmel du Saint curé d'ars » dans la série de films « Relief de France les monastères » et un document sur Jean-Paul II lors de sa rencontre avec les Carmélites le 6 octobre 1986[27].